# The Stones in the Park

The Stones in the Park est le concert des Rolling Stones filmé à Hyde Park le 5 juillet 1969, devant près de 500 000 personnes, où l'on peut entendre Mick Jagger lire un poème de Percy Shelley à la mémoire de Brian Jones, deux jours après la mort de ce dernier, et première apparition publique de son remplaçant Mick Taylor. Le concert devait être le concert de « présentation de Mick Taylor », devenu le « concert d'adieu à Brian Jones ».

## Titres
1. Midnight Rambler
2. (I Can't Get No) Satisfaction
3. I'm Free
4. Eulogy (for Brian Jones)
5. I'm Yours & I'm Hers
6. Jumpin' Jack Flash
7. Honky Tonk Women
8. Love in Vain
9. Sympathy for the Devil